# USS Wright (AV-1)
USS Wright (AV-1) byl nosič hydroplánů Námořnictva Spojených států. Ve službě byl v letech 1924–1946. V letech 1921–1926 sloužil jako nosič průzkumných balonů, v letech 1926–1944 nosič hydroplánů a v letech 1944–1946 pomocná loď, navíc roku 1945 přejmenovaná na USS San Clemente (AG-79). Za druhé světové války získal dvě ocenění battle star. Roku 1948 byl prodán do šrotu.

## Stavba

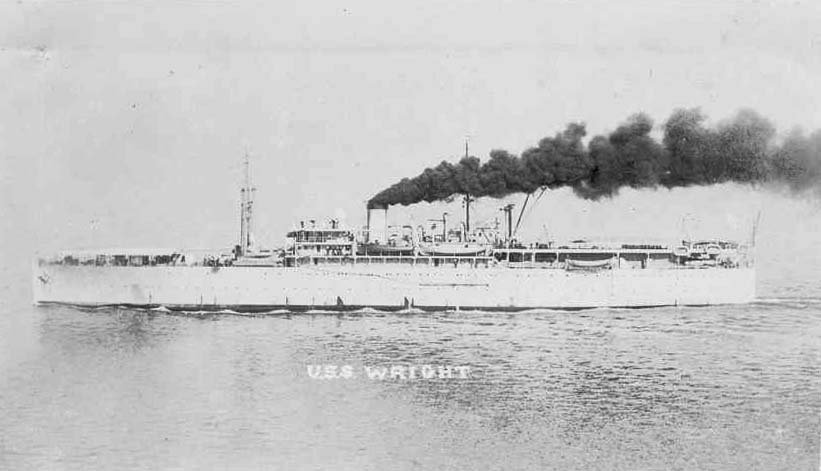
USS Wright (AZ-1)

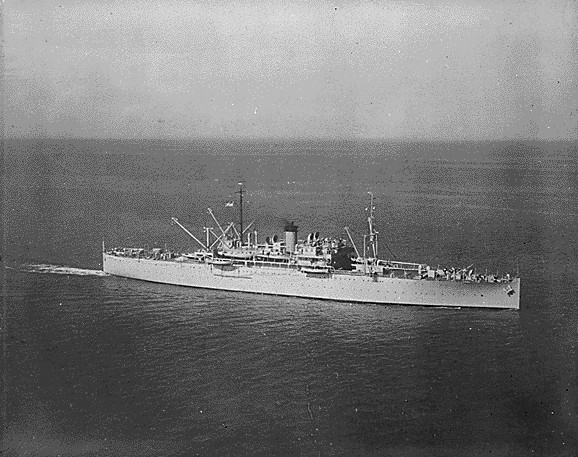
Wright v roce 1931

Roku 1920 americká loděnice American International Shipbuilding Corp v Hog Islandu poblíž Filadelfie rozestavěla nákladní loď SS Skaneateles na objednávku úřadu United States Shipping Board (USSB). Dne 20. dubna 1920 bylo plavidlo přejmenováno na Wright a 28. dubna 1920 bylo spuštěno na vodu. Následně bylo v loděnici Tiejten and Lang Dry Dock Co. v Hobokenu v New Jersey dokončeno v podobě nosiče průzkumných balonů. Do služby bylo přijato 16. prosince 1921 v loděnici New York Navy Yard jako USS Wright (AZ-1). Dne 22. února 1922 plavidlo připlulo do loděnice Philadelphia Naval Shipyard, kde na něj byla instalována výzbroj.

## Konstrukce
Plavidlo bylo mimo jiné vybaveno prostorem pro uložení pozorovacího balonu („baloon well“). Výzbroj tvořilo šest 76mm kanónů, 40mm dvoukanón a dva kulomety. Pohonný systém tvořilo šest kotlů Babcock and Wilcox a jedna turbína General Electric o výkonu 3000 shp, pohánějící jeden lodní šroub. Nejvyšší rychlost dosahovala patnáct uzlů.

## Služba

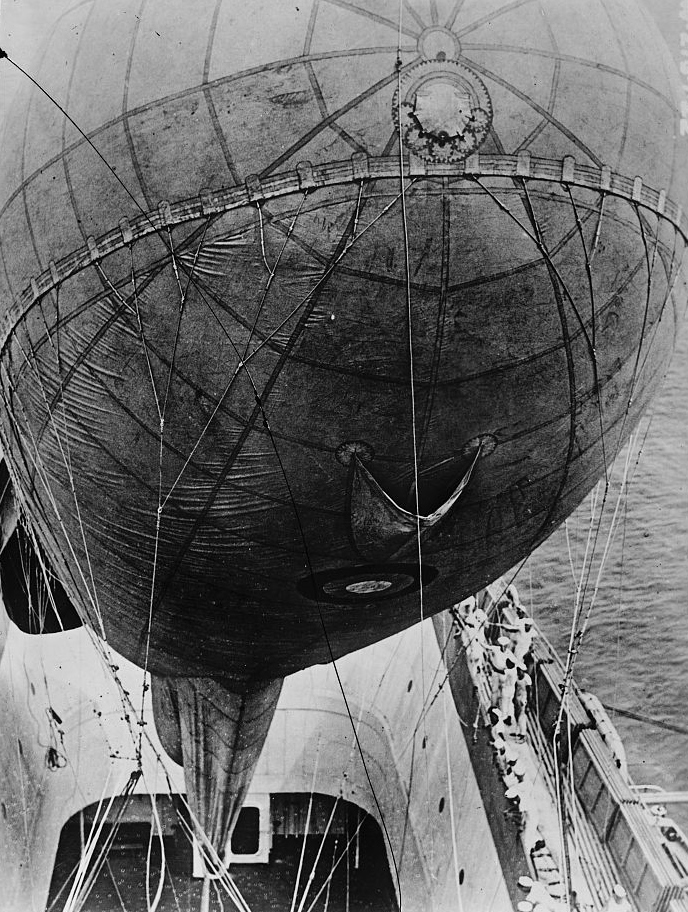
Pozorovací balon na palubě USS Wright (AV-1)

Po svém dokončení Wright provozoval balon a zároveň byl mateřskou lodí pro hydroplány typů Curtiss NC a Felixstowe F5L. Dne 16. července 1922 v Hampton Roads naposledy vypustil svůj balon. Poté byl přesunut na základnu Hampton Roads Naval Air Station. V únoru 1923 se Wright účastnil cvičení Fleet Problem I, jehož cílem bylo testování obrany Panamského průplavu. Od dubna 1923 do ledna 1925 operoval na americkém východním pobřeží (z Hampton Roads a Newport News). V lednu 1925 byl vyslán do Pearl Harboru v Pacifiku, kde operoval do 8. června 1925. Dne 18. července 1925 se vrátil na základnu v Norfolku.
Dne 2. prosince 1926 byla dokončena úprava Wrightu na nosič hydroplánů, takže se změnilo i jeho označení na USS Wright (AV-1). Dne 17. prosince 1927 se u Provincetownu ve státě Massachusetts potopila ponorka USS S-4 (SS-109) po srážce s torpédoborcem pobřežní stráže USCGC Paulding (CG-17). Dne 21. prosince 1927 Wright na místo nehody dopravil šest záchranných pontonů. Ponorka byla vyzvednuta 17. března 1928. V roce 1928 Wright mimo jiné přepravoval stavební materiál na hurikánem poštižený ostrov Svatý Kříž a v roce 1929 přepravil námořní pěchotu na Kubu.
Nedlouho po vypuknutí druhé světové války v Evropě Wright připlul do Pearl Harboru, aby v dalších dvou letech podporoval výstavbu leteckých základech na tichomořských atolech Midway, Kanton, Johnston, Palmyra a Wake. Po zapojení USA do války sloužil na Tichomořském válčišti. V prosinci 1941 přepravil 126 příslušníků námořní pěchoty na atol Wake a zpět odvezl 205 civilistů. Od června do prosince 1942 Wright dopravoval vojáky, zbraně, palivo a další náklad na Midway a další základny. Podobné úkoly plnil až do března 1943, kdy odplul k opravám do loděnice Moore Dry Dock Co. v Oaklandu.
V letech 1943–1944 byl nasazen v oblasti Šalomounových ostrovů a západní Nové Guineje. Dne 1. října 1944 byl Wright reklasifikován na pomocnou loď (AG-79) a 1. února 1945 byl přejmenován na USS San Clemente (trupové číslo AG-79). Uvolněné jméno získala nová lehká letadlová loď USS Wright (CVL-49). Od února do dubna 1946 byl nasazen v Číně v rámci okupačních sil. Základnu měl v Šanghaji. V červnu 1946 byl připraven na vyřazení v loděnici New York Naval Shipyard. Vyřazen byl 21. června 1946. V roce 1948 byl prodán do šrotu.